# Корнейчук, Николай Павлович
Николай Павлович Корнейчук (укр. Микола Павлович Корнєйчук; 1920—2003) — советский и украинский математик. Труды в области теории функций, сплайнов, теории приближений. Основатель большой научной школы.

## Биография
Участник боевых действий в Великой Отечественной войне. Был командиром миномётного взвода 57-го гвардейского стрелкового полка 20-й гвардейской стрелковой дивизии, гвардии старший лейтенант. В боях за освобождение Украины (1943-1944 гг.) был дважды ранен.
Разработал принципиально новый метод решения экстремальных проблем теории функций, при помощи которого получил точные решения многих важных задач теории приближений. Автор нескольких монографий, одна из которых написана по заказу всемирно известной серии "Энциклопедия математики и ее приложений", опубликованной издательством Кембриджского университета.
В июне 2010 года состоялась международная конференция, посвященная 90-летию со дня рождения Н. П. Корнейчука.
Более подробные сведения о Н.П. Корнейчуке указаны в ссылках ПАМЯТИ НИКОЛАЯ ПАВЛОВИЧА КОРНЕЙЧУКА

## Награды
- орден Красной Звезды (1944)
- орден Ленина (1965)
- орден Трудового Красного Знамени (1980)
- орден Отечественной войны I степени (1985)
- медали
- Государственная премия СССР (1973)
- Государственная премия Украины (1994)